# Маньківська сільська рада (Бершадський район)
| Маньківська сільська рада — колишній орган місцевого самоврядування у Бершадському районі Вінницької області з адміністративним центром у с. Маньківка. Сільраді були підпорядковані населені пункти: - с. Маньківка - с. Крушинівка - c. Шумилів |

## Склад ради
Рада складалася з 20 депутатів та голови.

## Керівний склад сільської ради
| ПІБ                       | Основні відомості                                                                 | Дата обрання | Дата звільнення |
| ------------------------- | --------------------------------------------------------------------------------- | ------------ | --------------- |
| Вербецький Григорій Ілліч | Сільський голова, 1964 року народження, освіта, член Народно-демократичної партії | 26.03.2006   | 31.10.2010      |
| Вербецький Григорій Ілліч | Сільський голова, 1964 року народження, освіта вища, член Партії регіонів         | 31.10.2010   |                 |

Примітка: таблиця складена за даними джерела